# Jászberény

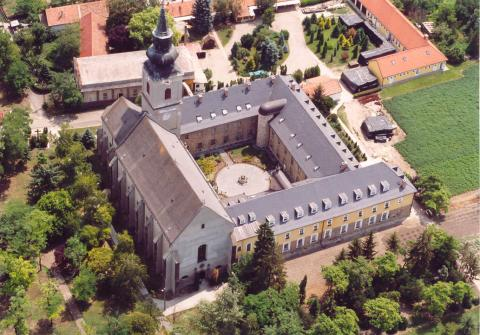
Kyrka i Jászberény.

Jászberény är en stad i provinsen Jász-Nagykun-Szolnok i Ungern. Jászberény ligger i distriktet med samma namn och hade år 2019 totalt 27 439 invånare.